# Hermine Selleslagh
Hermine Selleslagh (Vilvoorde, 16 mei 1970) is een voormalige Belgische actrice. Ze werd bekend door haar rol als Nele Van Winckel                                                                                                       in de televisieserie Familie.

## Carrière
Selleslagh speelde haar grootste rol in de soapserie Familie als Nele Van Winckel, de tweede echtgenote van Jan Van den Bossche. Ze speelde deze rol van 1994 tot 2003. Op 6 februari 2003 was ze de laatste keer te zien in de serie. 
Nadat ze uit de serie werd geschreven, maakte ze nog twee keer haar opwachting als actrice. In 2000 speelde ze mee in de videoclip van Yippee Yippee, een nummer van de Vlaamse meidengroep K3. Later speelde ze nog een gastrol in het zevende seizoen van Verschoten & Zoon.
Selleslagh's laatste televisieoptreden dateert van 2014. Ze maakte toen haar opwachting in het programma Blokken.
Na haar televisiecarrière stapte Selleslagh in de bedrijfswereld.